# Rivière au Phoque
Rivière au Phoque är ett vattendrag i Kanada.   Det ligger i provinsen Québec, i den östra delen av landet, 1 000 km norr om huvudstaden Ottawa.
Omgivningarna runt Rivière au Phoque är i huvudsak ett öppet busklandskap. Trakten runt Rivière au Phoque är nära nog obefolkad, med mindre än två invånare per kvadratkilometer.